# Douar iskis
Albums de Wig A Wag
Sarah ha safar
(2001) Wig a Wag
(2006)
Douar iskis ("les mystères de la terre" en breton) est un album du groupe Wig A Wag, sorti en 2003 et distribué par Sterne/Sony.

## Liste des morceaux
| 1.    | Brest bombezet (Brest bombardé)                         | 2:54 |
| 2.    | Konskried Sant-Nikolaz (Les conscrits de Saint-Nicolas) | 3:40 |
| 3.    | An inkane gwenn (La haquenée blanche)                   | 4:00 |
| 4.    | La gröée de Nouae (La gelée de Noël)                    | 5:27 |
| 5.    | Kannen kanak (Chanson kanak)                            | 3:38 |
| 6.    | Peizant (Paysan)                                        | 3:25 |
| 7.    | An hent ruz                                             | 2:27 |
| 8.    | Ann Purcell                                             | 4:32 |
| 9.    | Sarah (ha safar) (Murmure et vacarme)                   | 4:26 |
| 10.   | Le fourmilier                                           | 3:38 |
| 11.   | Va où le vent te mène                                   | 3:28 |
| 41:35 |                                                         |      |

Va où le vent te mène est une reprise d'une chanson d'Angelo Branduardi.

## Musiciens
- Loïc Chavigny : chant
- Lico Da Silva : chant, accordéon chromatique, guitarra de Fado
- Cyrille Bonneau : bombardes, saxophone, flûtes, chalumeau, cornemuse tunisienne
- Olivier Dams (Smad) : violon, bratsch
- Emmanuel Plat : basse, stick chapman
- Laurent Jolly : percussions (cajon, derbouka, bendir, rikk, udu), didgeridoo